# Stanisław Lenartowicz (animator)
Stanisław Lenartowicz (ur. 19 lipca 1939 w Łodzi, zm. 7 maja 2023 tamże) – reżyser animowanych filmów kombinowanych, rysunkowych i wycinankowych, ale także krótkometrażowych fabuł i dokumentów oraz widowisk telewizyjnych i programów poetyckich. Scenarzysta i autor opracowania plastycznego. W filmie animowanym zadebiutował jako pierwszy z licznego grona absolwentów łódzkiego Liceum Plastycznego, którzy w latach 60. XX wieku zasilili kadrę Se-ma-fora. Był absolwentem Wydziału Reżyserii PWSFTv i T(1978). Większość filmów nakręcił w łódzkich studiach: Se-Ma-For i Anima-Pol.
Zaczynał od odcinków seriali telewizyjnych, realizowanych w technice wycinankowej: Przygody Sindbada żeglarza – odc. Kwiat ocknienia (1969) i Klechdy polskie – odc. Jej łza (1970 i Opowieść bursztynowa (1971). Za autorską opowieść dla najmłodszych Jak Stolem gwiazdy gasił (1974) otrzymał Poznańskie Koziołki oraz Marcinka na IV Ogólnopolskim Festiwalu Filmów dla Dzieci i Młodzieży Ale Kino w Poznaniu (1975). Wiele festiwalowych nagród, ze Srebrnymi Koziołkami w Poznaniu (1984) na czele, przyniosła mu zrealizowana w technikach kombinowanych ekranizacja fragmentów fińskiego eposu Kalevala (1983-1986). Pod jego kierunkiem w latach dziewięćdziesiątych XX wieku powstała, składająca się z kilkudziesięciu filmików, animacja do polskiej wersji Ulicy Sezamkowej. Nagrody na festiwalu Ale Kino otrzymały też dwa filmy rysunkowe z rozpoczętej, ale nieukończonej serii telewizyjnej Za siedmioma duchami.
Poza twórczością dla dzieci zajmował się także realizacją autorskich filmów dla dorosłych. Inspirowane słynnym obrazem Édouarda Maneta Śniadanie na trawie (1975) przyniosło mu II nagrodę na festiwalu w Linzu (1976), a poetycki film Portret (1977) – nagrodę CIDALC (Komisji UNESCO ds. Rozpowszechniania Sztuki i Literatury przez Film) na Międzynarodowych Festiwalu Filmów Krótkometrażowych w Krakowie (1977) oraz Nagrodę Publiczności na Przeglądzie Filmów o Sztuce w Zakopanem (1978). Ostatni zrealizowany przez niego film to Ruchome okno – syntetyczne spojrzenie na historię Polski i Europy w XX wieku.
Stanisław Lenartowicz był specjalistą od zdjęć trickowych na taśmie filmowej 35 mm. Wykonał je  między innymi do serialu Przyjaciele wesołego diabła.
Za dokonania artystyczne został uhonorowany Nagrodą Ministra Kultury i Sztuki (1989), Złotym Medalem „Gloria Artis – Zasłużony Kulturze” (2008), Nagrodą Stowarzyszenia Filmowców Polskich (2016).